# Parasmittina nitida
Parasmittina nitida är en mossdjursart som först beskrevs av Addison Emery Verrill 1875.  Parasmittina nitida ingår i släktet Parasmittina och familjen Smittinidae.
Artens utbredningsområde är Mexikanska golfen. Inga underarter finns listade i Catalogue of Life.